# Svatý Tomáš (zámek)
Lovecký zámeček Svatý Tomáš (dříve označovaný též Waid-Manns Heil) stojí v lokalitě Vogeltenne ve vsi Svatý Tomáš, dnes části obce Přední Výtoň. Je chráněn jako kulturní památka České republiky.

## Historie
V roce 1722 je na místě pozdějšího zámečku zmiňována zchátralá myslivna, kterou v roce 1766 nahradila nová. Ta prošla v letech 1821-1822 přestavbou. V letech 1868-1870 nechali Schwarzenbergové, kterým panství patřilo, myslivnu přestavět na lovecký zámeček ve švýcarském stylu. Tu provedl stavitel Anton Jaksch. V roce 1887 prošel zámeček rekonstrukcí a byl nově vybaven. Po roce 1945 byl zámeček zestátněn a spravovaly jej Státní lesy. Objekt ovšem nebyl využíván a pozvolna chátral. V červenci 1990 vyhořel, přičemž příčina požáru nebyla nikdy objasněna. V současné době je v soukromém vlastnictví a nový majitel jej v letech 2003-2005 zrekonstruoval do podoby hotelu.

## Popis
Jedná se o patrovou budovu, přičemž Schwarzenbergové a jejich hosté využívali místnosti v patře a v přízemí byly byty nadlesního a adjunktů správy revíru. Zámeček tvořil centrum tzv. Lesovny. Centrum vlastního zámečku pak představoval hlavní sál s krbem s emblémem sv. Huberta. Výzdobu sálu i dalších místností doplňovaly lovecké trofeje, zbraně a kopie obrazů Albrechta Dürera. Dřevěné patro, vystavěné na kamenném přízemí, doplňovaly balkony. Součástí Lesovny byla kromě zámečku také stodola a dřevník.

## Dostupnost
Zámek je dostupný po červené turistické značce od Přední Výtoně na Kyselov (ze Svatého Tomáše vede odbočka na zříceninu hradu Vítkův kámen) a po žluté značce od Frýdavy na Pasečnou. Místem také prochází trasa NS Svatý Tomáš. Autem se sem dá dostat po silničce odbočující ze silnice z Frýdavy na Pasečnou. Pro cyklisty je ves dostupná po cyklotrasách 1021 (od Frýdavy) a 1033 (od Kyselova na Pasečnou).